# RAMDAC
Il RAMDAC, Random Access Memory Digital-to-Analog Converter (dall'inglese Convertitore Digitale-Analogico con Memoria ad Accesso Casuale) è una combinazione di tre convertitori digitale-analogico (DAC), uniti a una piccola SRAM, utilizzato nelle schede video per memorizzare le tavolozze dei colori e generare un segnale analogico diretto a un monitor.
Il numero del colore logico viene indirizzato dalla memoria video alla SRAM, dove viene selezionato una posizione della tavolozza corrispondente come output. Questa è composta da tre valori distinti, corrispondenti ai tre componenti (Rosso, Verde e Blu) del colore fisico desiderato. Ogni valore viene indirizzato a uno dei tre DAC, che si occupano di convertirlo in un segnale analogico per il monitor.
La lunghezza di word di un DAC varia in genere da 6 a 10 bit, mentre quella della SRAM è tre volte maggiore. Essa agisce come un Color Look-Up Table (CLUT), una speciale look-up table con in genere 256 posizioni (quindi un indirizzo a 8-bit). Può essere modificata mentre il display non è attivo.
Nella modalità Truecolor (con 16,7 milioni di colori), la SRAM può essere bypassata e al DAC possono essere indirizzati direttamente i valori da visualizzare, e questo è diventato il metodo più comune a partire dalla metà degli anni 90, anche perché consente una frequenza di clock più alta per il RAMDAC, che nelle moderne schede video è di 400 MHz.